# ریکی سوباجا
ریکی سوباجا (انگلیسی: Ricky Subagja؛ زادهٔ ۲۷ ژانویهٔ ۱۹۷۱) بدمینتون‌باز اهل اندونزی است.